# Željeznička pruga Zabok – Đurmanec
Željeznička pruga Zabok – Krapina – Đurmanec i dalje do državne granice sa Slovenijom (kod Rogatca), jednokolosječna je lokalna pruga duljine 27 km. Pruga se odvaja u kolodovoru Zabok od regionalne pruge Zaprešić – Zabok – Varaždin – Čakovec. Dionica pruge Zabok – Krapina u prometu je od 1886. godine, a dionica Krapina – Đurmanec – granica sa Slovenijom 1930. godine. Na dionici pruge od Krapine do državne granice brzina je trenutačno ograničena na 20 km/h s osovinskim pritiskom od 160 kN/os jer je pruga u vrlo lošem stanju.
- ŽCP u blizini Đurmanca
- Željeznički kolodvor Đurmanec
- Željeznički kolodvor Đurmanec
(HŽ 7121 012)
- Stajalište Žutnica
- Vlak HŽ serije 7121 u blizini Krapine
- Stajalište Doliće
- ŽCP u Krapini
- Željeznički kolodvor Krapina
- Željeznički kolodvor Krapina
- Sveti Križ Začretje
- Željeznički kolodvor Zabok
- Željeznički kolodvor Zabok

## Poveznice
- Željezničke pruge u Hrvatskoj